# Jazz (äpple)

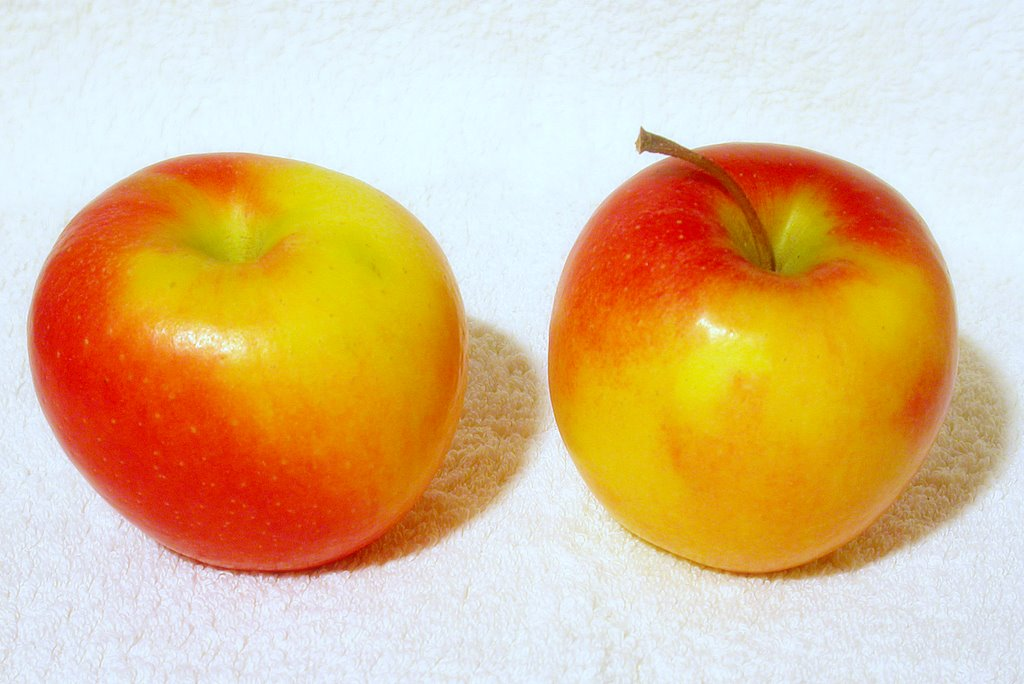
Jazz-äpplen

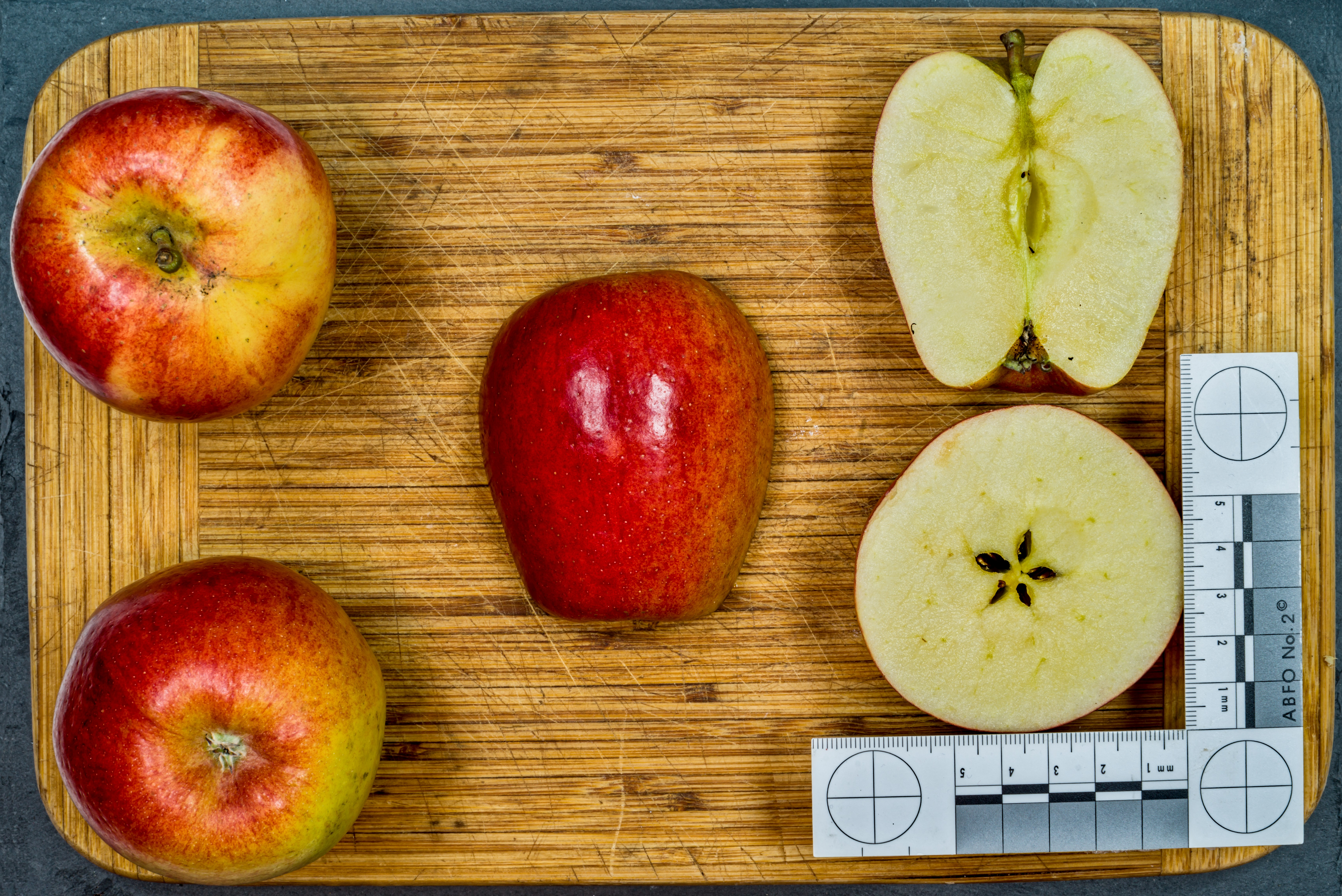
Frukt och tvärsnitts

Jazz är en relativt ny äppelsort från Nya Zeeland och är resultatet av en korsning mellan Royal Gala och Braeburn. Det spekuleras kring varför äppelsorten fått namnet Jazz, och den troligaste anledningen till detta är dess spännande färgkombinationer som kan jämföras med jazzens (musikstilens) ofta avancerade harmonik med så kallade färgningar av ackord.